# Junior Soprano
Corrado John Soprano, Jr., interpretado por Dominic Chianese, es un personaje ficticio de la serie de HBO Los Soprano, creada por David Chase. Habitualmente conocido como "Junior" o "Tío Junior", es el mentor y tío de Tony Soprano. Tras la muerte de Johnny Boy, su hermano y padre de Tony, y Jackie Aprile, Corrado se convirtió en el jefe de la Mafia de Nueva Jersey hasta su detención y arresto domiciliario. A menudo aparecen en la serie imágenes en flashback de un joven Corrado Soprano, interpretado por Rocco Sisto.

## Asesinatos ordenados por Junior Soprano
- Brendan Filone: asesinado tras un disparo en el ojo en la bañera de su piso por Mikey Palmice tras secuestrar unos de los camiones de Junior. (1999)
- Rusty Irish: arrojado por el puente de las Cataratas Patterson por Mikey Palmice por tráfico de drogas. (1999)
- Donnie Paduana: asesinado por Mikey Palmice tras una orden de Junior por bromear sobre Livia Soprano, la madre de Tony. (1999)
- Jimmy Altieri: asesinado por Christopher Moltisanti y Silvio Dante por cooperar con el FBI. (1999)